# Sangria (bebida)

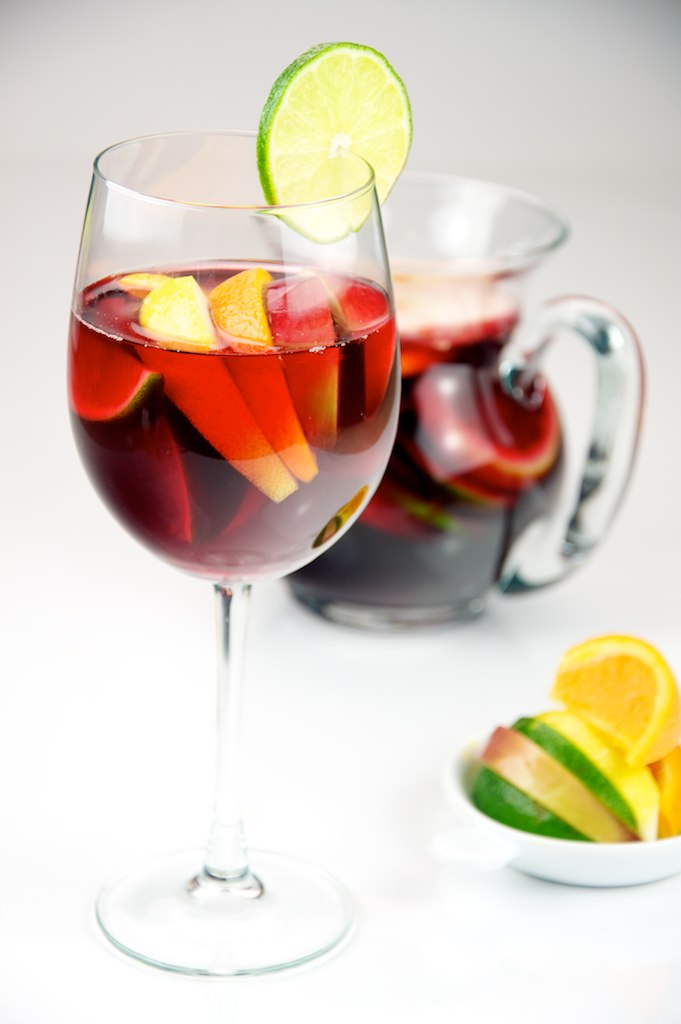
Jarra com sangria

A sangria, também bastante conhecida como zurra, é uma bebida ou coquetel feita com base numa mistura de vinho tinto ou vinho branco, sumo (ou suco) de fruta, pedaços de frutos e açúcar. Pode levar outras bebidas como aguardente (cachaça, no Brasil), conhaque ou licor. Deve ser bebida bem fresca, recorrendo, se necessário, a gelo. Tradicionalmente, é uma bebida associada a Portugal e Espanha, que são os únicos países em que se pode produzí-la e exportá-la de acordo com as regras da União Europeia  e onde está presente desde pelo menos o início do Século XIX.

## Em Portugal
Em Portugal, tradicionalmente, adicionam-se, à sangria, especiarias (pau de canela) e ervas aromáticas frescas (hortelã). Em algumas versões da sangria, é costume, misturar, também, outros tipos de bebidas alcoólicas, como por exemplo licor beirão ou macieira. Em Portugal, existem diversas variedades de sangrias: algumas, em vez de utilizarem vinho, utilizam, por exemplo, vinho espumante com frutos vermelhos, como bagas de groselha, mirtilo e framboesas.